# هيلي سيمبسون
هيلي سيمبسون (بالإنجليزية: Heli Simpson)‏ هي مغنية وعالمة أحياء وممثلة أسترالية، ولدت في 21 فبراير 1987 في ملبورن في أستراليا.

## وصلات خارجية
- هيلي سيمبسون على موقع IMDb (الإنجليزية)
- هيلي سيمبسون على موقع ألو سيني (الفرنسية)
- هيلي سيمبسون على موقع ميوزك برينز (الإنجليزية)
- هيلي سيمبسون على موقع ديسكوغز (الإنجليزية)
- هيلي سيمبسون على موقع قاعدة بيانات الفيلم (الإنجليزية)
- هيلي سيمبسون على موقع كينوبويسك (الروسية)